# СВаРЗ-МАЗ-6275
СВАРЗ-МАЗ-6275 — российский низкопольный двухосный троллейбус большого класса на базе автобуса МАЗ-203, разработанный в 2012 году на Сокольническом вагоноремонтном заводе (СВАРЗ) в Москве. Первый троллейбус этой модели был показан 2 октября 2012 года на выставке Экспосититранс-2012.

## Описание
Троллейбус изготовлен из машинокомплекта МАЗ-203Т, произведенного Минским автомобильным заводом, и отличается от исходной модели асинхронным тяговым приводом ПТАД-202М-180 производства ООО «Чергос» и возможностью автономного хода на расстояние до 2 000 метров со скоростью до 20-30 км/ч. Троллейбусы 2016—2017 года выпуска комплектуются электрооборудованием фирмы «ЭПРО». В задней части салона вместо шахты двигателя установлены дополнительно четыре сиденья, как и у обычного МАЗ-203Т. Троллейбус оснащен пневматическими штангоуловителями (ПШУ) и кондиционерами кабины водителя и пассажирского салона.

## Эксплуатация
В декабре 2012 года троллейбус поступил в 8-й троллейбусный парк города Москвы и получил бортовой номер 8882. Интересно, что, согласно заводской табличке, данный троллейбус проходит как  СВАРЗ-6235.00 с заводским номером 100. C 22 по 24 мая 2013 года был показан ещё один экземпляр троллейбуса СВАРЗ-МАЗ-6275 на выставке «Электротранс 2013». В конце мая 2013 года поступил в 8-й троллейбусный парк.
В 2013 году для Краснодара было закуплено 16 троллейбусов СВАРЗ-МАЗ-6275. Все они прибыли в город и поровну были разделены между троллейбусными депо города. 2 мая 2015 года машина с бортовым номером 193 сгорела на территории депо № 1 и утилизирована.
C мая 2016 года в Крым была поставлена партия 14 троллейбусов СВАРЗ-МАЗ-6275. 28 августа 2016 года машина с бортовым номером 21 сгорела на маршруте 4 и утилизирована.
С декабря 2016 по июнь 2017 года произведена поставка партии из 24 троллейбусов СВАРЗ-МАЗ-6275 в 8-й троллейбусный парк Москвы. Последние рейсы вышли 24 августа 2020 года, после чего троллейбусы этой модели одними из последних были выведены из эксплуатации в Москве в связи с прекращением троллейбусного движения в городе и были отправлены в Саратов и Ульяновск.
4 сентября 2020 года 4 троллейбуса СВАРЗ-МАЗ-6275 вышли на музейный маршрут Т: (Комсомольская площадь — Елоховская площадь). 1 апреля 2022 года маршрут был временно закрыт из-за реконструкции "благоустройства улиц возле будущего Музея Транспорта Москвы" (https://transphoto.org/vehicle/433496/). Повторный запуск маршрута состоялся 11 ноября 2023 года.

## Эксплуатирующие города
| Город     | Количество           | Годы выпуска |
| Краснодар | 16 единиц (1 списан) | 2013         |
| Саратов   | 19 единиц            | 2016 — 2017  |
| Ялта      | 14 единиц            | 2016         |
| Москва    | 3 единицы (1 списан) | 2017         |
| Ульяновск | 1 единица            | 2017         |